# Gare de Beuvry (Pas-de-Calais)
Gare de Beuvry vasútállomás Franciaországban, Beuvry településen.

## Vasútvonalak
Az állomást az alábbi vasútvonalak érintik:
- Fives-Abbeville-vasútvonal

## Kapcsolódó állomások
A vasútállomáshoz az alábbi állomások vannak a legközelebb:
- Gare de Cuinchy
- Gare de Béthune